# L'Archange Gabriel et Madame l'Oye
L'Archange Gabriel et Madame l'Oye (Archanděl Gabriel a paní Husa) est un court métrage d'animation tchécoslovaque réalisé par Jiří Trnka, sorti en 1964.

## Synopsis
Afin d'approcher la dévote qu'il convoite, un moine se fait passer pour l'archange Gabriel.

## Commentaire
D'après une nouvelle du Décaméron de Boccace.

## Fiche technique
- Titre : L'Archange Gabriel et Madame l'Oye
- Titre original : Archanděl Gabriel a paní Husa
- Réalisation : Jiří Trnka
- Scénario : Jiří Trnka, d'après Boccace
- Musique : Jan Novák
- Production :
- Pays d'origine : Tchécoslovaquie
- Technique : marionnettes et éléments découpés
- Genre : film d'animation
- Couleur :
- Sans dialogues
- Durée : 29 minutes
- Date de sortie : 1964

## Distinctions
- 1965 : Prix CIDALC ; "Gondole d'argent" au festival de Venise, Premier prix dans la catégorie Animation au festival d'Oberhausen.